# Etienne Daniël van Dissel

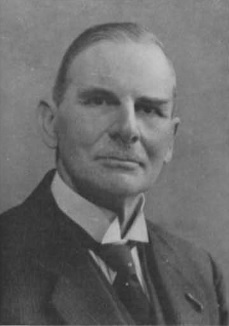
Etienne Daniël van Dissel

Etienne Daniël van Dissel (Bladel, 19 augustus 1872 - Ellecom, 7 november 1959) was een Nederlands bosbouwkundige, natuurbeschermer en directeur van Staatsbosbeheer. 
Van Dissel was zoon van predikant/ondernemer Elie Johannes François van Dissel en Elisabeth Cornelia Meyer. Hij was gehuwd met Catharina Wilhelmina André de la Porte.

## Loopbaan
Van Dissel groeide op in de Brabantse Kempen en werkte na zijn middelbareschooltijd van 1893 tot 1896 in de Domeinbossen bij Breda. De hier werkzame eigenzinnige bosbouwkundige A.J. van Schermbeek inspireerde hem bosbouw te gaan studeren in München.
In 1898 startte hij  werkzaamheden voor de Nederlandsche Heidemaatschappij, waar hij een jaar later adjunct-directeur werd en in 1902 directeur. Vanaf 1902 ging hij in deeltijd werken als Inspecteur der Staatsbosschen en Ontginningen en vanaf 1923 als directeur bij het Staatsbosbeheer. 
Van Dissel was als voorstander van overheidsbemoeienis in de bosbouw nauw betrokken bij de ambtelijke voorbereiding van de boswetgeving zoals de Boswet in 1922 en de Natuurschoonwet in 1928. Mede hierdoor breidde het werkterrein van de dienst zich sterk uit. Hij bevorderde de bebossing van de duinen, het  onderzoek hiervoor en natuur- en vogelbescherming. Geïnspireerd door onder meer Jac.P. Thijsse, Pieter van Tienhoven en Johannes Theodorus Oudemans, toenmalige bestuursleden van de Vereniging tot Behoud van Natuurmonumenten in Nederland - waarvan hij zelf van 1907 tot 1950 ook bestuurslid was - stichtte hij de eerste staatsnatuurmonumenten. Vanaf 1928 liet Van Dissel het Staatsbosbeheer door biologen adviseren, en werd natuurbescherming een taak van Staatsbosbeheer.
Na zijn pensioen in 1937 verrichtte hij vrijwilligerswerk op het vlak van maatschappelijk werk. Van Dissel vervulde tal van functies, ook na zijn pensioen. Zo was hij van 1904 tot 1944  redactielid van het Tijdschrift der Nederlandsche Heidemaatschappij en bestuurslid van de ANWB tussen 1938 en 1947.

## Publicaties (selectie)
- E.D. van Dissel (1913) 'Boschbouw', in De Nederlandsche Landbouw in het tijdvak 1813-1913 's-Gravenhage, 327-345.
- E.D. van Dissel (1928) 'Natuurmonumenten van het Staatsboschbeheer', in Jaarboek der Vereeniging tot Behoud van Natuurmonumenten in Nederland 1923-1928, Amsterdam, 173-176.
- E.D. van Dissel (1929) 'De beweging van de natuurbescherming in Nederland', in Tijdschrift voor Economische Geographie 19 148-158.
- E.D. van Dissel (1939) 'Een en ander over de ontwikkeling van den boschbouw in de 19e eeuw', in Gedenkboek ter gelegenheid van het 40-jarig bestaan van het Staatsboschbeheer, 's-Gravenhage 14-25.

## Bron
- Elio Pelzers  Biografisch Woordenboek van Nederland 5 (Den Haag 2002)